# Gilles Andriamahazo
Gilles Andriamahazo (Tolagnaro, 5 maggio 1919 – Antananarivo, 13 settembre 1989) è stato un politico e generale malgascio.
È stato Capo di Stato del Madagascar, in qualità di Presidente del Comitato militare di Direzione Nazionale, dal 12 febbraio al 15 giugno 1975.